# Kuttner Mihály
Kuttner Mihály (Budapest, 1918. december 9. – Bloomington, USA, 1975. október 10.) magyar hegedűművész, a Magyar vonósnégyes másodhegedűse.

## Életpályája
Zenei tanulmányait a budapesti Zeneművészeti Főiskolán végezte Gábriel Ferenc (hegedű), Weiner Leó (kamarazene) és Waldbauer Imre (kvartett játék) tanítványaként. Reményi Ede-díjasként kiváló hegedűt kapott a hegedűkészítő Reményi Lászlótól. Mint Weiner-díjas 1939-ben alapította neves vonósnégyesét (Kuttner Mihály-Reisman Pál-Harsányi Miklós-Baráti György), ők mutatták be Weiner Leó Pastoral, fantázia és fúga című III. vonósnégyesét. 1940-ben az USA-ba emigrált. Itt eleinte a Lehner Jenő-Kuttner Mihály-Harsányi Miklós-Varga László, majd a Székely Zoltán-Kuttner Mihály-Koromzay Dénes-Magyar Gábor vonósnégyes tagja volt. Karmesterként is nagy sikereket ért el. Bloomingtonban létesített alapítványa több fiatal muzsikus felkészülését biztosította.

## Díjai
- Reményi-díj (1935)